# Filipe (filho de Antígono Monoftalmo)
Filipe foi um filho de Antígono Monoftalmo e sua esposa Estratonice; ele morreu antes do pai, de forma que Demétrio Poliórcetes se tornou o único herdeiro de Antígono.

## Família
De acordo com Plutarco, sua mãe, Estratonice, filha de Correu (Corrhagus), foi casada com Demétrio, irmão de Antígono Monoftalmo, e, após a morte de Demétrio, se casou com Antígono.
Demétrio Poliórcetes seria filho de Estratonice e Antígono, ou, segundo algumas versões, filho de Estratonice e Demétrio - neste caso, Demétrio, o irmão de Antígono, teria morrido quando Demétrio Poliórcetes era muito jovem, e Estratonice logo se casou com Antígono, que adotou o sobrinho como filho.
Filipe foi outro filho de Estratonice e Antígono, e ganhou o nome do pai de Antígono. Filipe era mais novo que Demétrio.

## Carreira
Ele é citado no documento OGIS 6, datado de 311 a.C., junto de Demétrio, sendo honrado pelos habitantes de Escépsis pelo acordo de paz feito entre os diádocos, que daria liberdade às cidades gregas.
Em 310 a.C., ele foi enviado por seu pai para combater os rebeldes do Helesponto, liderados por Fênix, enquanto Demétrio foi enviado para a Cilícia, contra os generais de Ptolemeu I Sóter.

## Morte
Filipe morreu antes de Antígono, deixando Demétrio como o único herdeiro. Segundo William Smith, que se baseia de Droysen, ele morreu em 306 a.C., quando seu pai se preparava para invadir o Egito.